# Dactylocythere apheles
Dactylocythere apheles är en kräftdjursart som beskrevs av Hobbs och Walton 1976. Dactylocythere apheles ingår i släktet Dactylocythere och familjen Entocytheridae. Inga underarter finns listade i Catalogue of Life.